# Michael P. Anderson
Michael Philip Anderson (ur. 25 grudnia 1959 w Plattsburghu, zginął 1 lutego 2003 podczas powrotu na Ziemię wahadłowca Columbia) – amerykański astronauta, pilot wojskowy, fizyk, podpułkownik United States Air Force.

## Życiorys
Urodził się w Plattsburghu w stanie Nowy Jork, jako syn Bobbie Anderson, żołnierza sił powietrznych oraz Barbary Anderson. Za swoje miasto rodzinne uważał jednak Spokane w stanie Waszyngton, gdzie w 1973 osiadła jego rodzina. Po tym, jak w wieku 4 lat był świadkiem misji Mercury, postanowił zostać astronautą. Uczęszczał kolejno do Cheney High School (1977), University of Washington (1981) i Creighton University (1990). Doktorat z fizyki i astronomii na Uniwersytecie Waszyngtońskim uzyskał w 1981. Bezpośrednio po studiach (1981) rozpoczął zawodową służbę wojskową w stopniu podporucznika. Początkowo zajmował się systemami komunikacyjnymi i informacyjnymi. Następnie otrzymał skierowanie na szkolenie lotnicze, po ukończeniu którego został pilotem samolotu KC-135. Później zdobył także kwalifikacje pilota-instruktora. Przed przejściem do NASA wylatał ponad 3000 godzin za sterami samolotów KC-135 i T-38A. W grudniu 1994 został członkiem 15. grupy astronautów NASA. Po ukończeniu szkolenia wziął udział – jako specjalista misji – w locie STS-89 wahadłowca Endeavour. Wyprawa odbyła się w dniach 23–31 stycznia 1998. Był to ósmy lot wahadłowca na rosyjską stację kosmiczną Mir. W 2003 jako szef specjalistów misji uczestniczył w wyprawie promu Columbia – STS-107, rozpoczętej 16 stycznia. W trakcie prawie 16-dniowego pobytu na orbicie astronauci wykonali 82 eksperymenty biologiczne, geofizyczne, technologiczne i fizyczne. 1 lutego 2003 podczas powrotu Columbii na Ziemię wahadłowiec rozpadł się w powietrzu. Śmierć poniosła cała załoga.
Anderson został pochowany na Cmentarzu Narodowym w Arlington, podobnie jak jego dwoje kolegów z załogi Columbii – David Brown i Laurel Clark.

## Odznaczenia
- Defense Distinguished Service Medal – pośmiertnie
- Defense Superior Service Medal
- Meritorious Service Medal
- Air Force Commendation Medal – trzykrotnie
- National Defense Service Medal
- Congressional Space Medal of Honor – pośmiertnie
- NASA Distinguished Service Medal – pośmiertnie
- NASA Space Flight Medal – pośmiertnie
- Universal Astronaut Insignia za lot orbitalny (nr 371, pośmiertnie) – Stowarzyszenie Uczestników Lotów Kosmicznych (Association of Space Explorers(inne języki))[2]